# آن ماريا ثورن
آن ماريا ثورن (بالإنجليزية: Ann Maria Thorne)‏ هي مغنية أمريكية، ولدت في 1813، وتوفيت في 20 يونيو 1881.